# Chiaravalle
Chiaravalle és un comune (municipi) de la província d'Ancona, a la regió italiana de les Marques, situat a uns 15 quilòmetres a l'oest d'Ancona. A 1 de gener de 2019 la seva població era de 14.733 habitants.
Chiaravalle limita amb els següents municipis: Camerata Picena, Falconara Marittima, Jesi, Monte San Vito i Montemarciano.